# Dendrolobium triangulare
Dendrolobium triangulare är en ärtväxtart som först beskrevs av Anders Jahan Retzius, och fick sitt nu gällande namn av Anton Karl Schindler. Dendrolobium triangulare ingår i släktet Dendrolobium och familjen ärtväxter.

## Underarter
Arten delas in i följande underarter:
- D. t. cephalotoides
- D. t. triangulare